# Platanissos
Platanissos (in greco Πλατανισσός?, Platanissos; in turco Balalan) è un villaggio della penisola del Karpas nel nord dell'isola mediterranea di Cipro, situato nel distretto di İskele della Repubblica Turca di Cipro del Nord. Balalan era abitata esclusivamente da turchi ciprioti già prima del 1974.
Il villaggio aveva una popolazione di 89 abitanti nel 2011.

## Geografia fisica
Balalan si trova nella penisola del Karpas, dieci chilometri a sud-ovest di Gialousa/Yeni Erenköy e tre chilometri a nord-ovest di Leonarisso/Ziyamet.

## Origini del nome
Il nome è probabilmente una versione corrotta di platinos, che in greco significa "platano". Nel 1958, i turco-ciprioti cambiarono il nome in Balalan, che significa "raccoglitore di miele". Platanissos/Balalan è noto come "il villaggio degli avvocati", perché molti turco-ciprioti che esercitano la professione legale provengono da questo villaggio. All'inizio degli anni 2000 è stata lanciata una campagna per cambiare il nome del villaggio in Zekaköy, dal nome del defunto giudice Mehmet Zeka, che è stato giudice della Corte Suprema di Cipro e ha fatto parte della Corte europea dei diritti dell'uomo per oltre vent'anni.

## Società

### Evoluzione demografica
Balalan era già abitata esclusivamente da turchi ciprioti prima del 1974. Nel censimento ottomano del 1831, i musulmani (turco-ciprioti) costituivano il 95% degli abitanti del villaggio. Per tutto il periodo britannico il villaggio è stato abitato esclusivamente da turco-ciprioti, a parte pochissimi greco-ciprioti che compaiono nei registri per brevi periodi. Durante la prima metà del XX secolo, la popolazione del villaggio è aumentata costantemente, passando da 369 abitanti nel 1901 a 445 nel 1946. Tuttavia, nel 1960 si è registrato un calo significativo, da 445 a 386 abitanti. Ciò è dovuto all'emigrazione durante gli anni di emergenza della fine degli anni '50, quando molti ciprioti partirono per le città e spesso per l'estero, soprattutto per l'Inghilterra e l'Australia.
Dalla sua popolazione originaria nessuno è stato sfollato; tuttavia, il villaggio è servito come centro di accoglienza transitoria per alcuni sfollati turco-ciprioti nel 1964. Nel 1971, il geografo politico Richard Patrick ha registrato che un piccolo numero di famiglie sfollate dai villaggi vicini viveva ancora nel villaggio. Dal 1964 al 1974, Platanissos/Balalan fece amministrativamente parte dell'enclave turco-cipriota di Galateia/Mehmetcik e servì come avamposto per tale enclave. Patrick stimava la popolazione del villaggio a 395 abitanti nel 1971, in leggero aumento rispetto ai 386 del 1960.
Attualmente il villaggio è abitato principalmente dagli abitanti originari. A causa della migrazione dei giovani per trovare lavoro in città e all'estero, la popolazione del villaggio è diminuita notevolmente, passando dai 395 abitanti del 1971 ai 97 del 2006. Secondo recenti rapporti, quasi tutti gli abitanti rimasti sono anziani e nel villaggio alla metà degli anni duemila c'era un solo bambino in età scolare. Questo bambino frequentava la scuola nella vicina Galateia/Mehmetcik, poiché a Platanissos/Balan non c'è più una scuola.